# Uddevalla stad
Denna artikel handlar om den tidigare kommunen Uddevalla stad. För dagens tätort, se Uddevalla. För dagens kommun, se Uddevalla kommun.
Uddevalla stad var en stad och kommun som 1971 blev en del av Uddevalla kommun i Göteborgs och Bohus län. 

## Administrativ historik
Uddevalla tillhörde tidigare Norge och hade då det norska namnet Oddevold. Den norska staden Oddevold fick stadsrättigheterna bekräftade av den danske kungen 1498. Detta eftersom Norge hade blivit sammanhängande med Danmark efter Kalmarunionen 1389 och den danske regenten styrde därefter även över Norge. Den äldsta bevarade handlingen som nämner Uddevalla under dess norska namn, Oddewall som stad är från 1496.
Staden blev en egen kommun enligt Förordning om kommunalstyrelse i stad (SFS 1862:14) från och med den 1 januari 1863, då Sveriges kommunsystem infördes.
Den 1 januari 1945 (enligt beslut den 31 mars 1944) inkorporerades Bäve landskommun med 1 515 invånare och omfattande en areal av 58,32 km², varav 56,92 km² land. Samtidigt införlivades i avseende på fastighetsredovisningen Bäve socken i staden och i kyrkligt hänseende Bäve församling i Uddevalla församling.
1 januari 1971 gick upp i den då nybildade Uddevalla kommun.

### Judiciell tillhörighet
Uddevalla stad hade till 1971 egen jurisdiktion med rådhusrätt, och magistrat till 1965. Den egna rätten uppgick 1 januari 1971 i Uddevalla tingsrätt.

### Kyrklig tillhörighet
I kyrkligt hänseende tillhörde staden Uddevalla församling.

### Sockenkod
För registrerade fornfynd med mera så återfinns staden inom ett område definierat av sockenkod 1615 som motsvarar den omfattning Bäve socken med staden hade kring 1950.

## Stadsvapnet
Blasonering: I fält av silver en grön ek med ollon av guld mellan två gröna granar.
Vapnet, som fastställdes av Kungl Maj:t 1942, går tillbaka på ett sigill från 1622 med tre träd. Efter kommunbildningen registrerades vapnet oförändrat i Patent- och registreringsverket år 1974. 

## Geografi
Uddevalla stad omfattade den 1 januari 1952 en areal av 85,71 km², varav 84,04 km² land.

### Tätorter i staden 1960
I Uddevalla stad fanns tätorten Uddevalla, som hade 32 893 invånare den 1 november 1960. Tätortsgraden i staden var då 96,3 procent.

## Politik

### Mandatfördelning i valen 1919–1966
| 16 | 8 | 12 |

| 34 |

| 16 | 8 | 12 |

| 35 |

| 16 | 8 | 12 |

| 35 |

| 18 | 5 | 13 |

| 36 |

| 21 |  | 4 | 10 |

| 36 |

| 21 | 6 | 9 |

| 36 |

| 23 | 6 | 7 |

| 33 |

| 23 | 7 | 6 |

| 33 |

|  | 23 | 11 | 5 |

| 35 |

| 25 | 11 | 4 |

| 34 | 6 |

| 24 | 11 | 5 |

| 34 | 6 |

| 24 | 8 | 8 |

| 32 | 8 |

| 24 |  | 10 | 5 |

| 31 | 9 |

| 3 | 18 | 4 | 10 | 5 |

| 34 | 6 |